# Harzweg 29 (Quedlinburg)

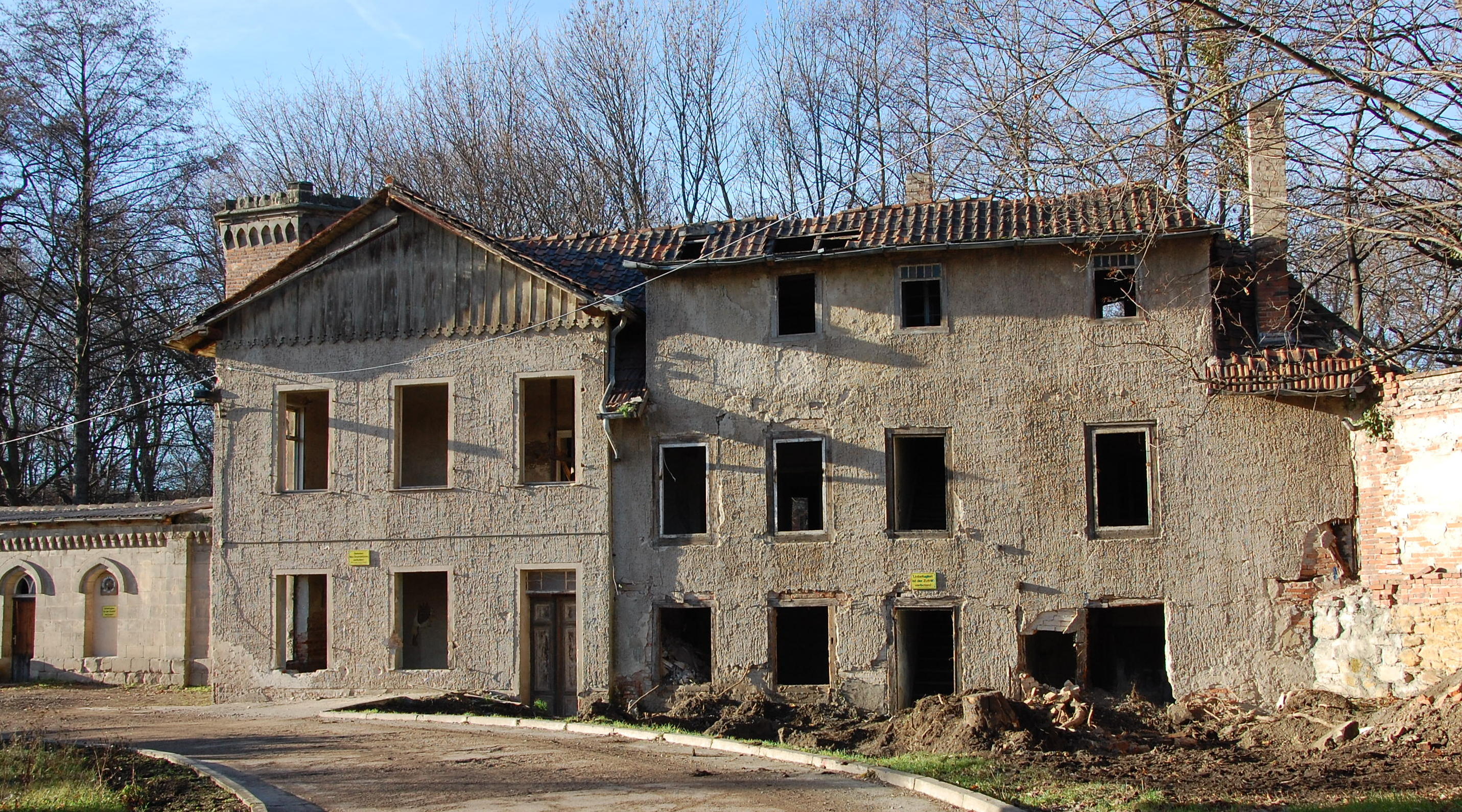
Wohnhaus Harzweg 29

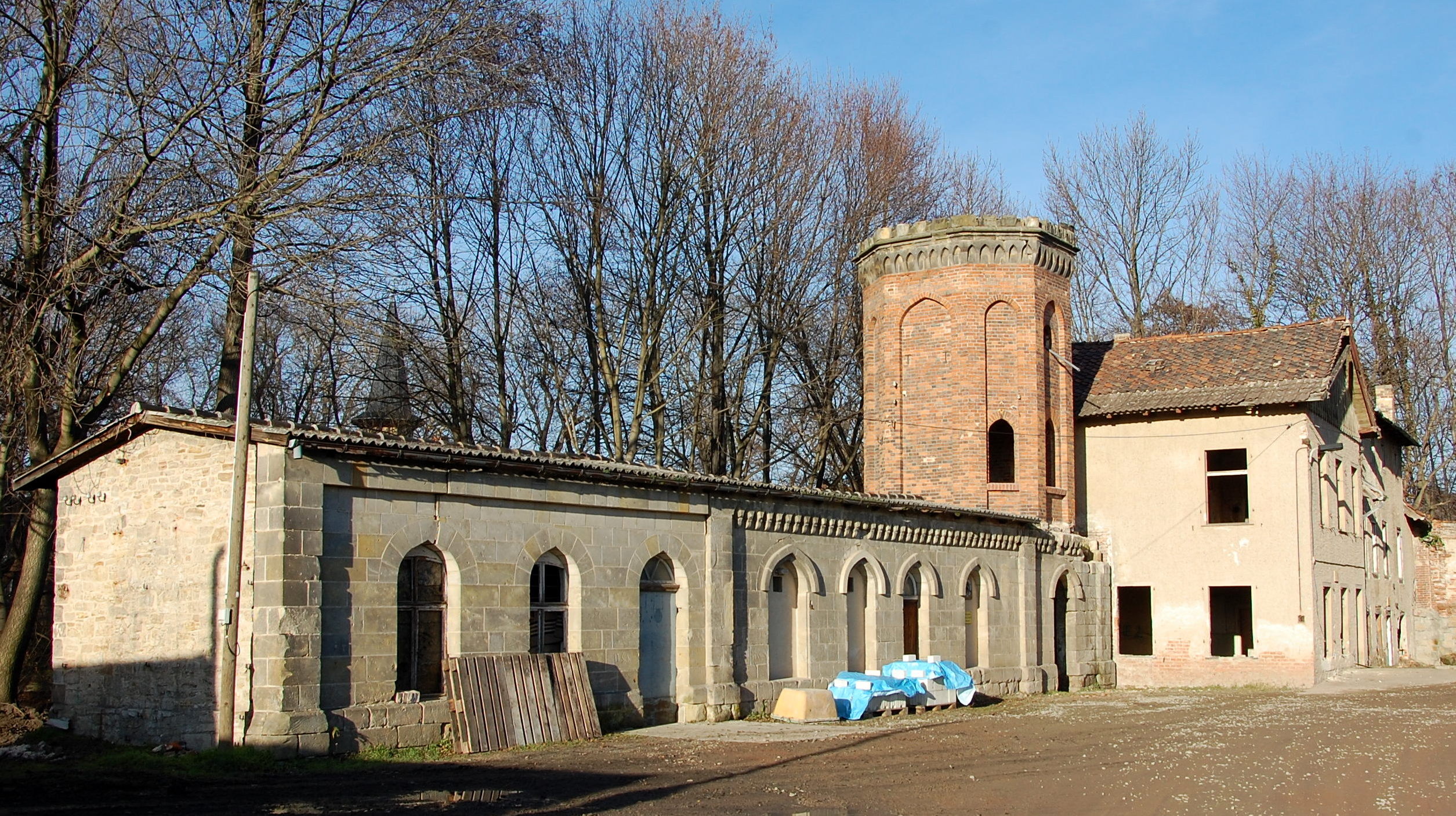
Blick von Süden auf Wirtschaftsbau, Turm und Wohnhaus

Das Haus Harzweg 29 ist ein denkmalgeschütztes Gebäude in Quedlinburg in Sachsen-Anhalt.

## Lage
Das im Quedlinburger Denkmalverzeichnis als Gärtnerei eingetragene Gebäude befindet sich südwestlich der historischen Quedlinburger Altstadt. Unmittelbar westlich des Hauses fließt die Bode.

## Architektur und Geschichte
Das Anwesen besteht aus einem Wohnhaus und einem sich südlich hieran anschließenden Wirtschaftsbau. Die Bebauung stammt aus der Mitte des 19. Jahrhunderts. Das später umgebaute Wohnhaus ist mit einem nur wenig geneigten Satteldach bedeckt. Stilistisch orientiert sich der klassizistische Bau an der Harzer Landhausarchitektur und dem Schweizerhausstil. An der Südseite des Hauses, am Übergang zum Wirtschaftsbau befindet sich ein aus Backsteinen errichteter Turm mit oktogonalem Grundriss. Er ist mit Blendarkaden und einem Zinnenkranz aus Sandstein verziert.
Der langgestreckte Wirtschaftsbau ist nur eingeschossig und flach gedeckt. Er ist aus Sandsteinquadern errichtet und mit gotisierenden Elementen verziert. So besteht ein Fries und im gotischen Stil gestaltete Fensteröffnungen.
Derzeit (Stand 2013) steht das Anwesen leer und ist dringend sanierungsbedürftig.